# Betty Boop's Trial
Betty Boop's Trial es un corto de animación estadounidense de 1934, de la serie de Betty Boop. Fue producido por los estudios Fleischer y distribuido por Paramount Pictures. En él aparecen Betty Boop y Fred.

## Argumento
Mientras Betty Boop conduce su auto, es perseguida por Fred, policía motorizado. Betty intenta escapar y cuando Fred logra darle alcance la lleva a juicio por desobediencia.

## Producción
Betty Boop's Trial es la vigésima novena entrega de la serie de Betty Boop y fue estrenada el 15 de junio de 1934.